# マリア・フェルナンダ・エスピノサ
マリア・フェルナンダ・エスピノサ・ガルセス（スペイン語: María Fernanda Espinosa Garcés、1964年9月7日 - ）は、エクアドル共和国の政治家、詩人である。

## 人物
1964年9月7日、母が滞在していたスペインのカスティーリャ・イ・レオン州サラマンカにて生まれる。エクアドル・キトで育ち、リセ・ラ・コンダミーヌにて学び、1980年に卒業した。
その後、アメリカ合衆国へ留学し、1996年から1997年までラトガース大学で学び、環境地理学博士の称号を得た。
その一方では詩人としても活動し、1990年にエクアドル国家賞を受賞し、数々の詩集を出版している。
エスピノサは2007年に政界入りし、ラファエル・コレア大統領の下で1年間エクアドル外務大臣を務め、2008年には国際連合駐在大使に任命された。
コレア大統領の下で2009年から2012年まで文化遺産担当大臣を務め、2012年には国防大臣に指名され、2014年まで務める。
国防大臣を辞した後、エスピノサはジュネーブ（スイス）の国際連合駐在機関担当大使を務めた。
2017年5月、レニン・モレノ大統領の下で2度目の外務大臣に就任した。
2018年、6月5日の国際連合総会に於いて、2018年度第73回国際連合総会議長に選出された。2018年6月12日に外務大臣を退任。
2018年8月に来日。